# Jean Jules Linden
Jean Jules Linden (Luxemburgo, 3 de febrero de 1817 - Bruselas, 12 de enero de 1898), fue un botánico belga, explorador, horticultor y empresario, especializado en orquídeas, sobre las cuales escribió numerosos libros.
Jean estudió en el Ateneo Real de Luxemburgo hasta 1834, y luego asistió a la Facultad de Ciencias de la Universidad Libre de Bruselas. En 1835 mostró su interés cuando el gobierno belga comenzó a aceptar solicitudes de entre los círculos académicos para tomar parte en una exploración a América del Sur. Así, Jean Linden, Nicolas Funck (1816-1896), y Auguste Ghiesbreght (1810-1893) dejaron Amberes el 25 de septiembre de 1835 hacia Río de Janeiro, arribando a Brasil el 27 de diciembre. Permanecieron allí, recolectando flora y fauna, para regresar a Bélgica en marzo de 1837. Como consecuencia de este viaje, nació en Linden un interés por las orquídeas que duraría toda su vida. Apenas seis meses después, en septiembre de 1837, el mismo trío salió del Havre y llegaron a La Habana en diciembre. El grupo exploró Cuba y México, recolectando tanto animales como plantas vivas hasta 1840. Linden enfermó gravemente de fiebre amarilla en las inmediaciones de la Laguna de Términos.

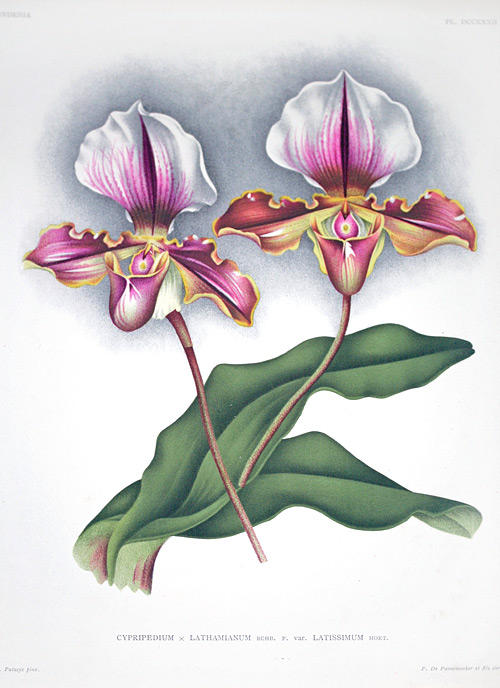
Cypripedium lathamianum

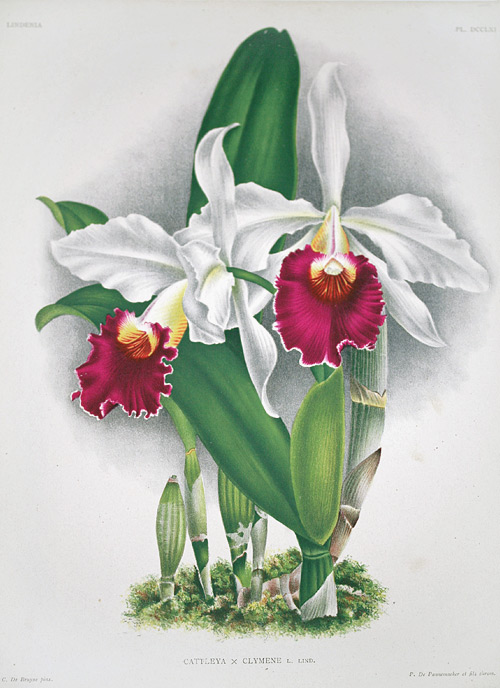
Cattleya clymene

Realizó varias expediciones más, publicando estudios detallados de las condiciones de crecimiento de las orquídeas en su hábitat natural. Sus hallazgos revolucionaron su cultivo en condiciones europeas. Antes de sus investigaciones, las orquídeas se cultivaban a temperaturas más altas de las necesarias, con altas tasas de mortalidad como resultado. Siguiendo los pasos de Linden, su colega británico John Lindley realizó también observaciones detalladas de los hábitats donde aquel había colectado plantas.
En Bruselas, Linden fue director del Real Jardín Zoológico y Botánico de Bruselas, pero gradualmente fue concentrándose en el cultivo de orquídeas, haciendo uso de tres tipos de invernaderos con temperaturas que iban de frescas a cálidas. Bajo tales condiciones sus orquídeas prosperaron. Con este éxito, creó un emporio de orquídeas que en su punto álgido tuvo sucursales en Bruselas, Gante y París, ganando premios en exhibiciones en Londres, París y San Petersburgo. Publicó obras excelentes sobre orquídeas y su crecimiento.
Linden se casó con Anna Reuter en Luxemburgo el 13 de octubre de 1845. Su hijo Lucien continuó todos sus negocios e intereses, publicando libros sobre orquídeas, antes y después de la muerte de Jean Linden.

## Honores

### Eponimia
- Iresine lindenii (Amaranthaceae)
- Phalaenopsis lindenii (Orchidaceae)
- Polyrrhiza lindenii (Orchidaceae)
- Palafoxia lindenii (Asteraceae)

## Algunas publicaciones
- L’Illustration Horticole, Journal spécial des Serres et des Jardins, Gent-Brüssel 1854-1884 (editado con Charles Lemaire y Ambroise Verschaffelt. Reimpresiones 1868-1896; litografías de Alfred Goosens, P. De Pannemaeker, J. Goffart)
- Pescatorea - Iconographie des Orchidées, 1854-1860, Bruselas 1860 (reimpreso Naturalia Publications, Turriers, 1994, 155 pp.)
- Lindenia - Iconographie des Orchidées, 17 vols. Bruselas, 1885-1906 (bajo la exclusiva dirección de Jean Linden 1885-1896, entonces bajo la dirección de su hijo Lucien Linden)
- La abreviatura «Linden» se emplea para indicar a Jean Jules Linden como autoridad en la descripción y clasificación científica de los vegetales.[2]